# Vila do Porto
Vila do Porto – miasto i gmina (port. concelho) na Azorach (region autonomiczny Portugalii), na wyspie Santa Maria. Według danych szacunkowych na rok 2011 liczy 5552 mieszkańców.

## Podział administracyjny
Gmina ta dzieli się na 5 sołectw (ludność wg stanu na 2011 r.)
- Vila do Porto - 3119 osób
- São Pedro - 841 osób
- Almagreira - 599 osób
- Santo Espírito - 588 osób
- Santa Bárbara - 405 osób